# 776 Berbericia
776 Berbericia
776 Berbericia là một tiểu hành tinh ở vành đai chính. Nó được A. Massinger phát hiện ngày 24.01.1914 ở Heidelberg, và được đặt theo tên nhà thiên văn học người Đức Adolf Berberich (1861-1920).
Cuối thập niên 1990, một mạng lưới các nhà thiên văn học khắp thế giới đã thu thập các dữ liệu đường cong ánh sáng dùng để rút ra các trạng thái quay tròn và các kiểu hình dạng của 10 tiểu hành tinh mới, trong đó có "776 Berbericia".
Richard P. Binzel và Schelte Bus đem lại sự hiểu biết thêm về tiểu hành tinh này trong một nghiên cứu sóng ánh sáng xuất bản năm 2003. Dự án này được gọi là "Small tiểu hành tinh vành đai chính Spectroscopic Survey, Phase II" hoặc "SMASSII", dựa trên một nghiên cứu các tiểu hành tinh vành đai chính trước đây. Dữ liệu quang phổ bước sóng nhìn thấy được (0.435-0.925 micromét) được thu thập từ tháng 8 năm 1993 tới tháng 3 năm 1999.